# 트라운슈타인산

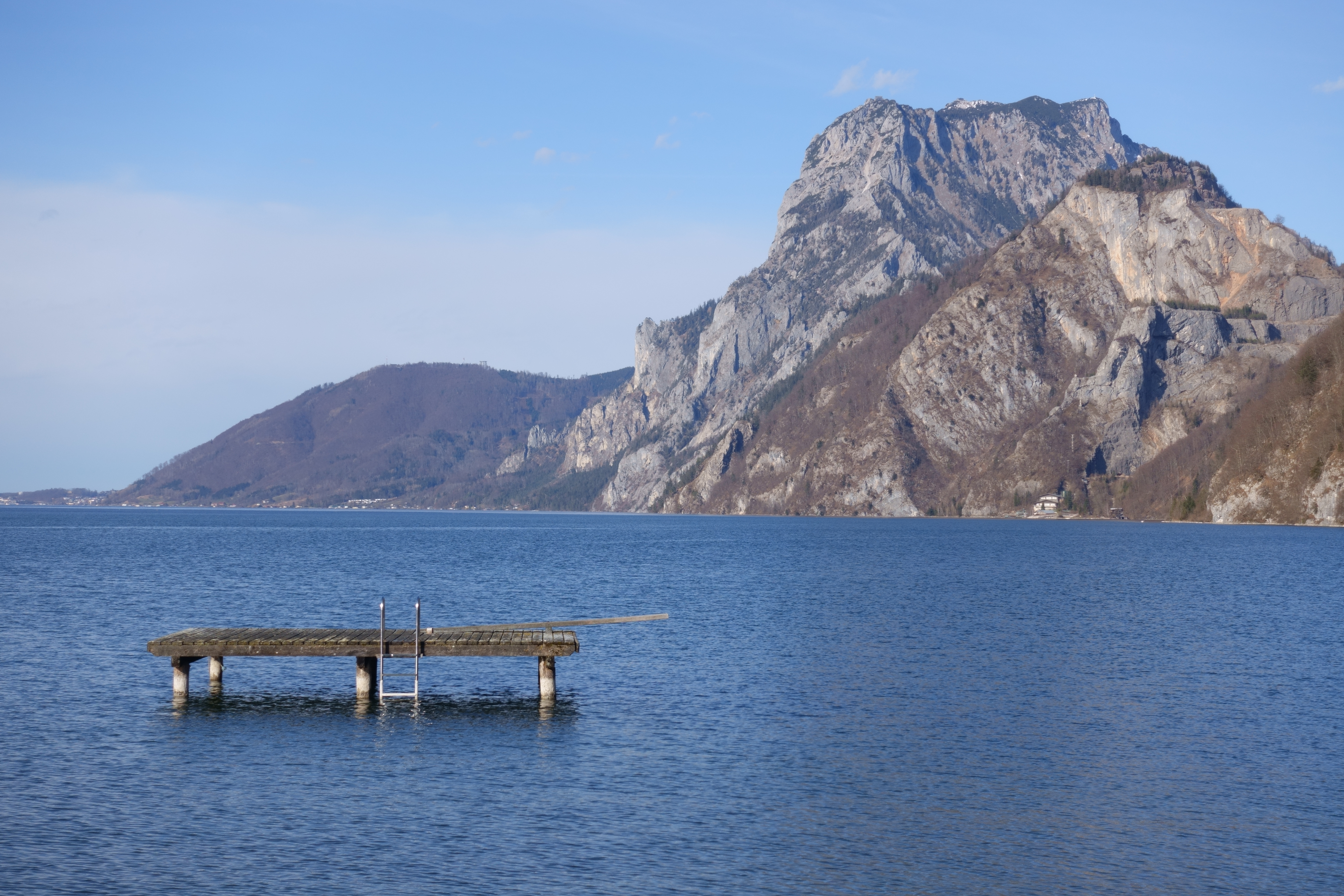
트라운슈타인 산

트라운슈타인산(Traunstein)은 오스트리아 오버외스터라이히주 그문덴에 위치한 산이다. 트라운호 동쪽 연안의 산악지대 북쪽 가장자리에 위치한다.